# Atyria isis
Atyria isis é uma mariposa, ou traça, neotropical da família Geometridae, encontrada nas florestas tropicais e subtropicais úmidas do sul da Bahia e região sudeste do Brasil até a Argentina e o Paraguai. Foi classificada por Jacob Hübner em 1823, na obra Zuträge zur Sammlung exotischer Schmetterlinge, volume 2, sendo a espécie-tipo do seu gênero; o seu holótipo coletado no Brasil (descrição número 193.); um espécime fêmea "Obtido do Sr. Frank", segundo Hübner.

## Descrição
De acordo com Adalbert Seitz, em sua descrição dela, Atyria isis é "geralmente uma espécie moderadamente grande, com bordas pretas quase completas em ambas as asas, embora em extensão variável; a faixa anterior da asa posterior sempre deixando uma borda amarela na frente da nervura costeira, da base até muito além do meio".

## Subespécies
A. isis possui duas subespécies registradas:
- Atyria isis isis Hübner, 1823
- Atyria isis alegrensis (Strand, 1920);[3] o seu holótipo coletado em Porto Alegre, Rio Grande do Sul.[5]

## O caso da borboleta Atíria
Embora hajam citações afirmando que a espécie Atyria isis seja a personagem retratada no livro policial infantojuvenil brasileiro O caso da borboleta Atíria, da escritora Lúcia Machado de Almeida, não existe nada que reforce esta hipótese; visto que a partir do ano de 1975 a espécie retratada em sua capa, na Série Vaga-Lume da editora Ática, esteja mais próxima do padrão de coloração de Atyria basina, outra espécie do gênero, também avistada no Brasil.